# Jamaika-Sondierungsgespräche 2017
| CDU · CSU | FDP | Bündnis 90/Die Grünen |

Die Jamaika-Sondierungsgespräche im Oktober und November 2017 über die Möglichkeit einer schwarz-gelb-grünen Bundesregierung in Deutschland (Jamaika-Koalition zwischen CDU/CSU (Union), FDP und Bündnis 90/Die Grünen) begannen vier Wochen nach der Bundestagswahl 2017 am 24. Oktober 2017. Kurz vor Mitternacht zwischen dem 19. und dem 20. November 2017 erklärte die FDP sie für gescheitert. Es kam daraufhin zur Fortsetzung der seit 2013 bestehenden schwarz-roten großen Koalition  von Union und SPD mit dem Kabinett Merkel IV.

## Ausgangslage für Verhandlungen
Nach der Bundestagswahl war neben der Tolerierung einer Minderheitsregierung eine Jamaika-Koalition eine mögliche Koalition für eine Regierungsbildung, nachdem Martin Schulz noch am Wahltag aufgrund starker Verluste nach der Wahl eine Große Koalition ausgeschlossen hatte und angekündigt hatte, die SPD werde die stärkste Fraktion der Opposition bilden.
Die Grünen kündigten jedoch Ende September auf einem Länderrat an, nur dann in diese Regierungskoalition einzutreten, wenn Kernvorhaben ihres Zehn-Punkte-Plans wie Klimaschutz, sozialer Zusammenhalt und soziale Gerechtigkeit ein politischer Schwerpunkt einer Bundesregierung werden würden. Sondierungsgruppen wurden bei den verhandelnden Parteien eingesetzt. Der Start der Gespräche wurde bis nach der vorgezogenen Landtagswahl in Niedersachsen 2017 verschoben.
Schwarz-Grün-Gelb im Bund wurde in der Presse auch als Bündnis der westdeutschen Mittelschicht angesehen und hätte eine Mehrheit fast ausschließlich im Westen der Bundesrepublik gehabt; ohne eine Betonung der Frauen- und Sozialpolitik sowie einen Ausgleich für den ländlichen Raum würde aufgrund der Erfahrungen von Jamaika in der Großstadt Bonn ein Abwandern der Grünen-Wähler zu den Linken erwartet, so die Teilnehmerin an den Sondierungsgesprächen Katja Dörner.

## Verhandlungen

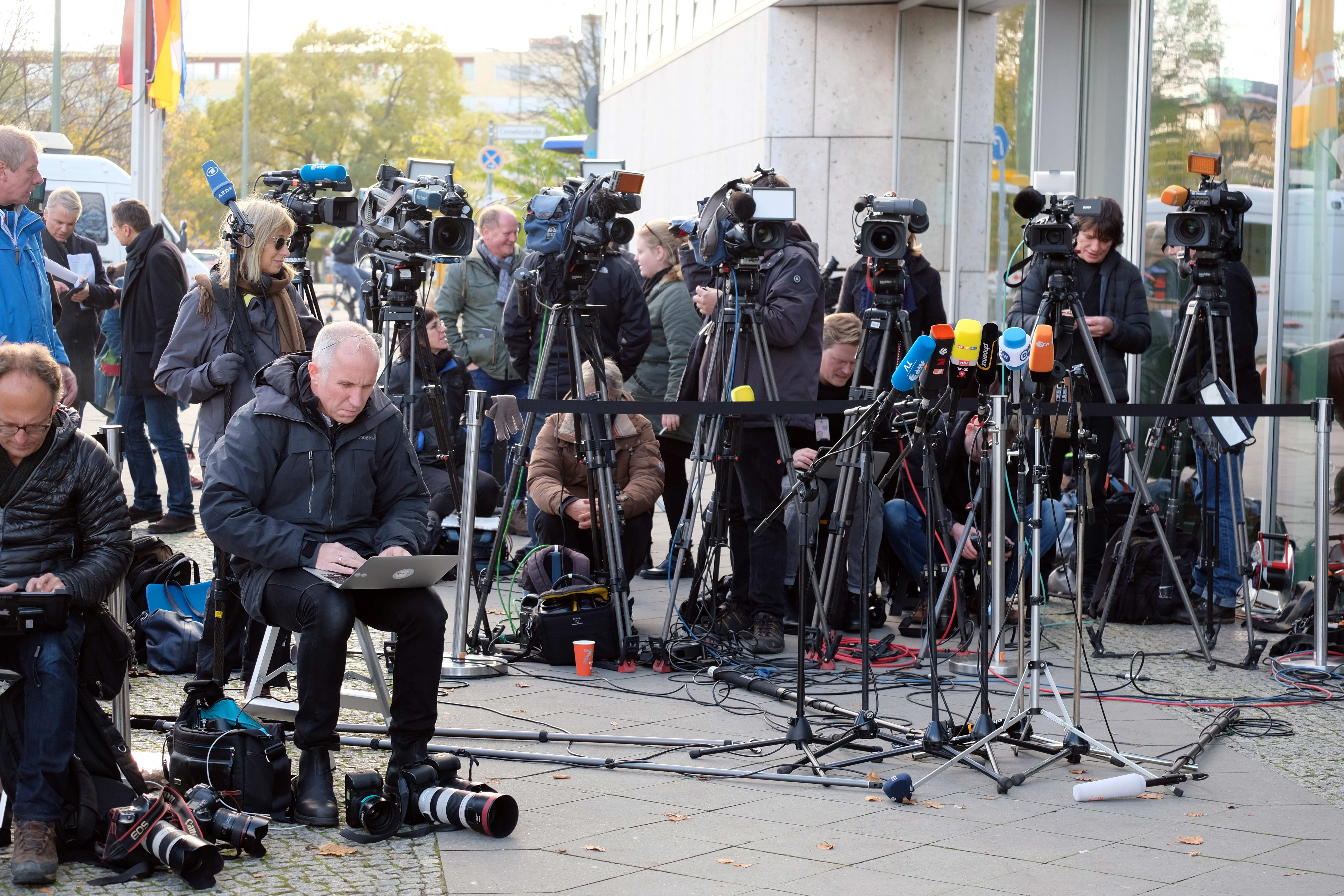
Wartende Pressevertreter vor dem Konrad Adenauer Haus zum Ausgang der Sondierungsgespräche, November 2017

Erst einige Wochen nach der Bundestagswahl 2017 begannen demnach die Verhandlungen zwischen Union (Angela Merkel und Horst Seehofer), FDP (Christian Lindner) und Bündnis 90/Die Grünen (Cem Özdemir und Kathrin Göring-Eckardt).

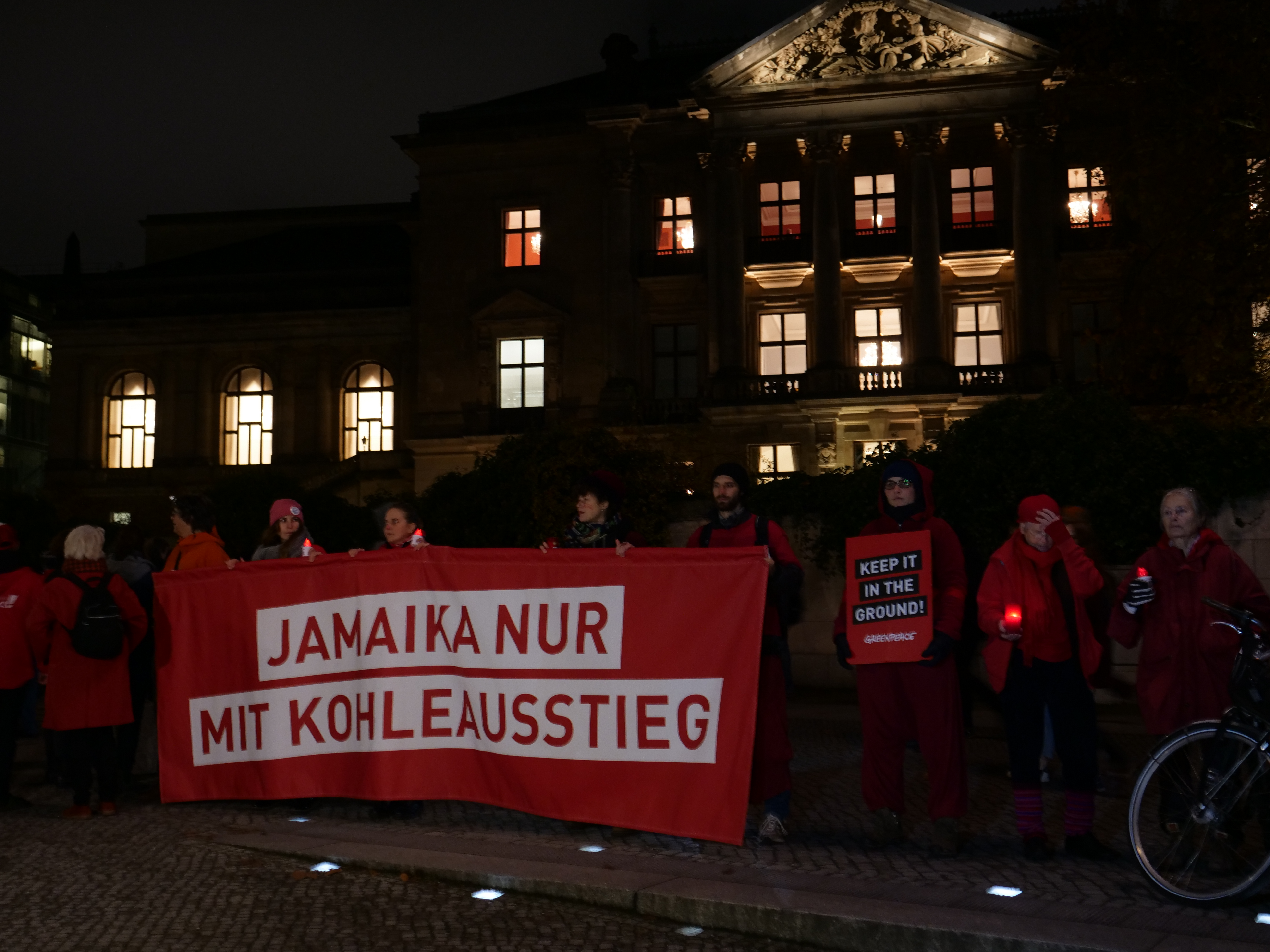
Das Gebäude der Parlamentarischen Gesellschaft im Berliner Regierungsviertel während einer Protestkundgebung zur Zeit der Jamaika-Sondierungen

Nach drei „Kennenlernrunden“ in Zweierkonstellation trafen sich am 20. Oktober in Berlin 52 Delegierte erstmals in großer Runde – von den Medien wegen der Beteiligung von mehr als drei Parteien als Jamaika-Quartett bezeichnet: Die Sekretariate der vier beteiligten Parteien hatten 12 Themenblöcke für das Arbeitstreffen in der Parlamentarischen Gesellschaft vorstrukturiert. Erhebliche Kontroversen wurden zwischen CSU und den Grünen gesehen, nach Umfragen erwarteten jedoch 83 Prozent der befragten Bürger, dass Gemeinsamkeiten gesucht und Kompromisse vereinbart werden.
Weitere Sondierungsrunden wurden für 24., 26. und 30. Oktober sowie die ersten beiden Tage im November 2017 festgelegt. Die strittigen Themen von Jamaika waren Steuern, Haushalt, Finanzen, Klimapolitik, Migration, Verkehrspolitik, Innenpolitik, Sicherheitspolitik, Rechtsstaatlichkeit, Agrarpolitik und Europapolitik, zeitweise parallel zur gleichzeitig Anfang November in Bonn stattfindenden Weltklimakonferenz COP23 und intensiv von den Medien und auch von Aktionen der Zivilgesellschaft begleitet. Es folgte eine Zwischenbilanz der Sondierungen und eine inhaltlich sehr detaillierte weitere Verhandlungsrunde.
Nach Angaben des für Umweltpolitik zuständigen Stellvertretenden Vorsitzenden der Unionsfraktion im Bundestag, Georg Nüßlein (CSU), scheiterte die von FDP und Grünen vorangetriebene Einführung einer nationalen CO2-Bepreisung, die mit einer Streichung bzw. Absenkung der Stromsteuer verbunden werden sollte, am Widerstand der Union.

### Erklärungen zum Abbruch der Sondierungen
In der Nacht des 19. November 2017 erklärte der Bundesvorsitzende der Freien Demokratischen Partei (FDP) Christian Lindner unter anderem: „Es ist besser, nicht zu regieren, als falsch zu regieren.“
Anschließend sprachen die Bundeskanzlerin Angela Merkel sowie der CSU-Vorsitzende Horst Seehofer. Angela Merkel erklärte, dass man „dabei vieles erlebt“ und es „sehr unterschiedliche Kulturen von Verhandlungsstilen“ gegeben habe. Sie „bedaure“ es nun, „dass wir keine gemeinsame Lösung finden konnten.“ Demgegenüber führte Seehofer aus, es sei „schade“ gewesen, „dass die FDP ausgestiegen und die Verhandlungen abgebrochen“ habe.
Laut Lukas Köhler und Ingrid Nestle war zuletzt einer der Gründe für den Abbruch die Uneinigkeit über das Ausmaß der Reduktion der Kohleverstromung: Reduktion der „Kohlekapazität“ um lediglich 5 GW, wie für die FDP damals zustimmungsfähig, oder um 7 GW, wie bereits zwischen Union und den Grünen ausgehandelt. Im Koalitionsvertrag vom 7. Februar 2018 zwischen CDU/CSU und SPD ist kein Reduktions-Zielwert genannt.

## Reaktionen

### Bundespräsident
Bundespräsident Frank-Walter Steinmeier sagte nach dem Abbruch der Sondierungsgespräche seinen Antrittsbesuch in Nordrhein-Westfalen ab und erinnerte nach einem Treffen im Amtssitz Schloss Bellevue mit der geschäftsführenden Bundeskanzlerin Angela Merkel die in den Bundestag gewählten politischen Parteien an ihre Verantwortung zur Regierungsbildung; sie seien dem Gemeinwohl verpflichtet: „Ich erwarte von allen Gesprächsbereitschaft“. Das Bundespräsidialamt kündigte infolgedessen Dialoge des Bundespräsidenten mit den Vorsitzenden aller Parteien an, „die für eine Regierungsbildung ausreichende programmatische Schnittmengen aufweisen könnten“. Neben Angela Merkel (CDU), Christian Lindner (FDP), Cem Özdemir und Simone Peter (Grüne) sowie Horst Seehofer (CSU) wurden die Vorsitzenden der verbleibenden Bundestagsfraktionen SPD, AfD und Linkspartei zum Dialog eingeladen. Außerdem erklärte Frank-Walter Steinmeier, sich mit den Präsidenten der vier weiteren ständigen Verfassungsorgane des Bundes beraten zu wollen.

### Bundesländer
Der schleswig-holsteinische Ministerpräsident Daniel Günther (CDU) zeigte sich enttäuscht und meinte, man sei sich in den Verhandlungen am Ende deutlich näher gekommen und die entscheidenden Fragen seien schon geklärt gewesen. Daher habe ihn der Ausstieg der FDP sehr überrascht. Sein Kabinettskollege, der grüne Umweltminister Robert Habeck, war ebenfalls persönlich enttäuscht und vermutete seitens der FDP sogar taktisches Kalkül hinter dem letzten Verhandlungstag.

### Parteien
Die stellvertretende CDU-Vorsitzende Julia Klöckner twitterte, sie hätte es besser gefunden, „wenn alle Parteivorsitzenden gemeinsam den Abbruch hätten verkünden können“. Die Junge Union in Düsseldorf forderte von der (geschäftsführenden) Bundeskanzlerin Merkel ihren sofortigen Rücktritt. Der SPD-Vizechef Ralf Stegner bekräftigte, dass seine Partei nicht für eine erneute GroKo zur Verfügung stehe. Der Grünen-Geschäftsführer Michael Kellner ging davon aus, dass es nach dem Scheitern der Sondierungen zu Neuwahlen kommen könne. Die AfD-Politikerin Alice Weidel sah bezüglich der abgebrochenen Sondierungen einen Erfolg für ihre Partei: „Wir haben Schwarz-Grün verhindert.“ Die Linke forderten eine Neuwahl, ihre Vorsitzende Katja Kipping urteilte, dass Neuwahlen die demokratisch angemessene Konsequenz seien und sie zeigen würden, dass „das System Merkel nicht mehrheitsfähig“ sei.

### Ausland
Der EU-Kommissionspräsident Jean-Claude Juncker ließ über einen Sprecher erklären, er sei zuversichtlich, dass „der verfassungsmäßige Prozess in Deutschland […] Stabilität und Kontinuität sicherstellt“. Russlands Präsident Wladimir Putin ließ verlauten, der Prozess der Regierungsbildung werde von der russischen Regierung beobachtet und sie wünsche einen baldigen erfolgreichen Abschluss. Der französische Präsident Emmanuel Macron sagte, es sei nicht im französischen Interesse, wenn die Lage in Deutschland angespannt sei. Die Bundesrepublik spielt eine zentrale Rolle für Macrons Pläne zu einer EU-Reform. Der niederländische Außenminister Halbe Zijlstra warnte, es sei „eine schlechte Nachricht für Europa, dass die Regierungsbildung etwas länger dauern wird.“

## Trivia
Die Sondierungen sowie das Ende wurden vielfach mit einem allegorischen Sprachbild in Bezug auf die Insel Jamaika zusammengefasst: „Kurz vor der Küste von Jamaika, eventuell sogar bei der Einfahrt in den Hafen, kenterte der Dampfer mit den Sondierenden an Bord.“ … „Die Reise nach Jamaika – vorbei, gestrandet am Riff …“ (Tagesspiegel). Das Scheitern der Gespräche wurde in den Medien oft kurz als Jamaika-Aus bezeichnet.
Ende 2017 hat die Gesellschaft für deutsche Sprache das Wort „Jamaika-Aus“ zum Wort des Jahres 2017 gekürt. Das Wort lindnern in der Bedeutung „lieber etwas gar nicht machen, als schlecht machen“ war 2018 in der finalen Auswahl zum Jugendwort des Jahres.

## Dokumentarfilm
- Stephan Lamby: Im Labyrinth der Macht – Protokoll einer Regierungsbildung, SWR, gesendet im Ersten am 7. März 2018
- Reinhold Beckmann, Ulrich Stein: Lindner und die FDP – Aufbruch ins Abseits? NDR, gesendet im Ersten am 29. Oktober 2018.